# 别里耶夫飞机公司
PJSC 别里耶夫飞机公司（俄语：Таганрогский авиационный научно-технический комплекс им. Г. М. Бериева，直译：Beriev Taganrog Aviation Scientific Technical Complex，别里耶夫塔甘罗格航空科学技术综合体）前身是别里耶夫设计局，是俄罗斯的飞机制造商（设计办公室前缀Be），专门生产水陆两用的两栖飞机。
该公司于1934年由格奥尔吉·米哈伊洛维奇·别里耶夫在亚速海边的塔甘罗格创立，当时名为49号设计局。从那时起，别里耶夫公司设计和生产了20多种不同型号的民用、军用飞机以及定制型号。如今，该公司雇佣了大约3000名专家，并开发和制造两栖飞机。
驾驶别里耶夫水上飞机的飞行员打破了 228 项世界航空记录。这些记录由国际航空联合会注册和承认。

## 飞机

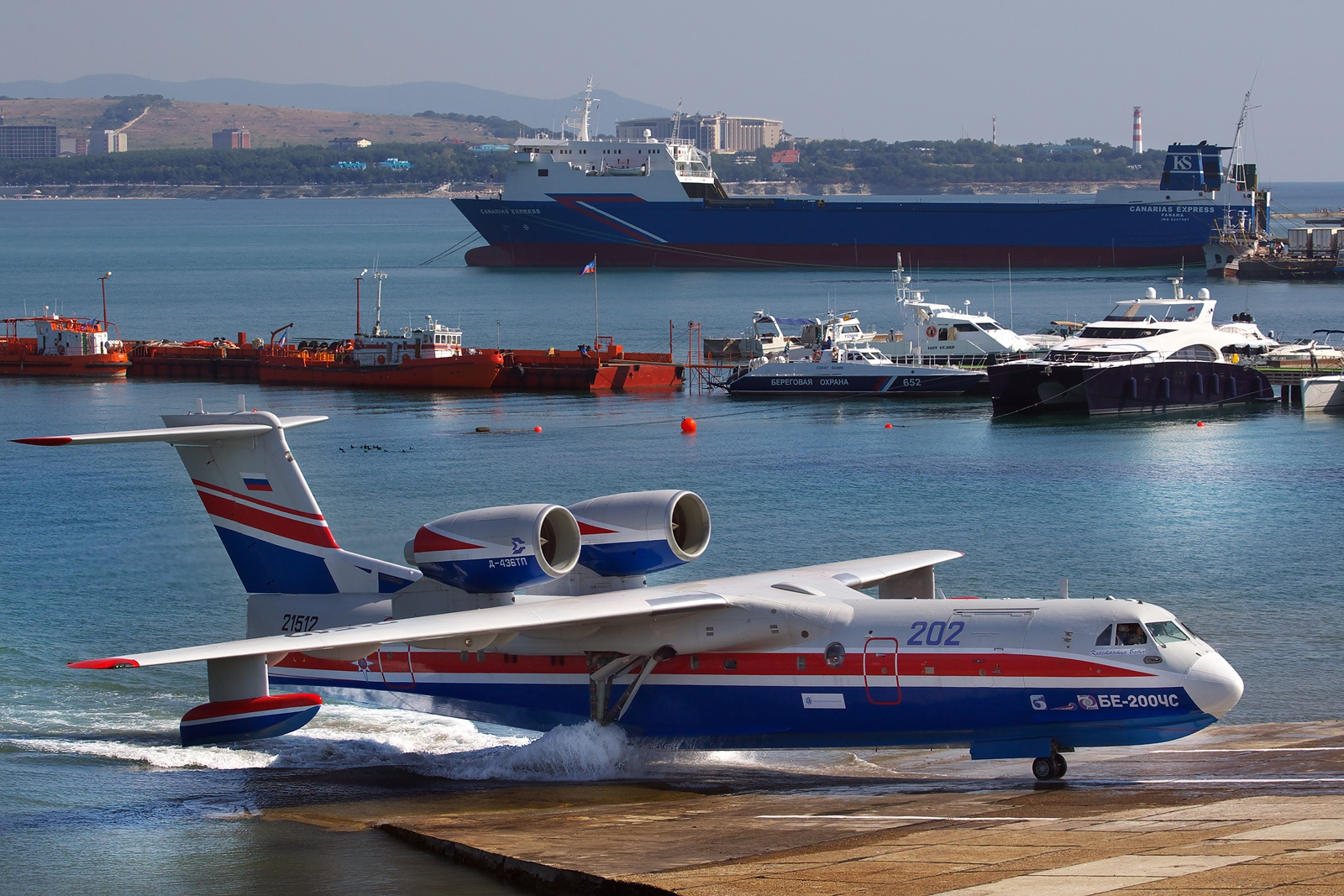
别-200两栖飞机

- 安东诺夫安-30，基于安东诺夫-24的航空摄影测量型
- 别里耶夫 A-40/42信天翁，世界上最大的多用途两栖飞机，北约代号“美人鱼”
- 别里耶夫 A-50 Shmel ，基于伊尔-76改装而成的空中预警机，北约代号“支柱”
- 别里耶夫 A-60，基于伊尔-76运输机，于 1981年改装成机载激光实验室
- 别里耶夫 A-100，改进的 Ilyushin Il-476 预警机，将接替 A-50 和 A-50U
- 别里耶夫 别-1，地效飞行器原型
- 别里耶夫 别-2，水上飞机
- 别里耶夫 别-4，伞式单翼飞艇
- 别里耶夫 别-6，用于消防任务的飞艇
- 别里耶夫 别-8，乘客/联络两栖动物
- 别里耶夫 别-10，喷气发动机飞艇
- 别里耶夫 别-12 Chayka，两栖飞机，功能类似于Canadair CL-415 ，用于反潜战，基于 Be-6。北约代号“邮件”
- 别里耶夫 别-30，支线客机和公用运输机
- 别里耶夫 别-101，一个螺旋桨发动机的轻型两栖飞机实验项目
- 别里耶夫 别-103 Bekas，一种轻型两栖飞机，用于客运、医疗救助、巡逻和旅游
- 别里耶夫 别-112，双引擎螺旋桨两栖飞机实验项目
- 别里耶夫 别-200 Altair ，大型多用途两栖飞机
- 别里耶夫 别-32 ，一种多用途飞机，用于货物、乘客运输、巡逻和探险。
- 别里耶夫 A-42PE Albatros是一架搜索和救援飞机，由螺旋桨发动机提供动力。
- 别里耶夫 别-2500 Neptun ，一种超重型两栖货运飞机，最大起飞重量为 2500 公吨（计划中）
- 别里耶夫 MBR-2，侦察飞行艇
- 别里耶夫 MBR-7，侦察及轰炸飞艇
- 别里耶夫 MDR-5 ，远程侦察及轰炸飞艇
- 别里耶夫 R-1，实验性喷气动力飞行艇
- 别里耶夫 S-13 ，洛克希德 U-2侦察机的克隆。 [1]
- VVA-14 ，两栖反潜地面效应飞机，仅生产了原型机
- 图波列夫 图-142MR型，基于图-142改装的反潜型。